# Seznam ulic v Brně-Žebětíně
Seznam ulic v Brně-Žebětíně uvádí přehled ulic a veřejných prostranství na území městské části Brno-Žebětín, která je územně totožná s evidenční částí obce Žebětín a s katastrálním územím Žebětín.

## Seznam
| Název              | Pojmenováno po             | Souřadnice                       | Obrázek | Commons              | RÚIAN   | Mapy.cz         |
| ------------------ | -------------------------- | -------------------------------- | ------- | -------------------- | ------- | --------------- |
| Akátová            | trnovník akát              | 49°12′23″ s. š., 16°28′31″ v. d. |         |                      | 20869   | stre&id=78932   |
| Bartolomějská      | kostel svatého Bartoloměje | 49°12′20″ s. š., 16°29′21″ v. d. |         | Bartolomějská (Brno) | 736368  | stre&id=146220  |
| Bešůvka            |                            | 49°12′12″ s. š., 16°29′4″ v. d.  |         |                      | 660671  | stre&id=140068  |
| Buková             | buk lesní                  | 49°12′22″ s. š., 16°28′38″ v. d. |         | Buková (Brno)        | 21946   | stre&id=79039   |
| Chrpová            | chrpa                      | 49°12′41″ s. š., 16°29′24″ v. d. |         |                      | 22268   | stre&id=79071   |
| Chudčická          | Chudčice                   | 49°12′56″ s. š., 16°29′58″ v. d. |         | Chudčická (Brno)     | 768456  | stre&id=150025  |
| Chvalovka          | Chvalovka                  | 49°12′55″ s. š., 16°29′53″ v. d. |         | Chvalovka (Brno)     | 768464  | stre&id=150026  |
| Dlážděná           | dlažba                     | 49°12′13″ s. š., 16°29′20″ v. d. |         | Dlážděná (Brno)      | 22713   | stre&id=79115   |
| Drdy               |                            | 49°12′36″ s. š., 16°29′19″ v. d. |         |                      | 22870   | stre&id=79132   |
| Fojtíkova          | Hubert Fojtík              | 49°12′17″ s. š., 16°29′24″ v. d. |         |                      | 736384  | stre&id=146222  |
| Helenčina          | Helenka                    | 49°12′27″ s. š., 16°29′10″ v. d. |         |                      | 23892   | stre&id=79233   |
| Hlinecká           |                            | 49°13′8″ s. š., 16°29′40″ v. d.  |         | Hlinecká (Brno)      | 768472  | stre&id=150027  |
| Hostislavova       |                            | 49°12′49″ s. š., 16°29′36″ v. d. |         | Hostislavova (Brno)  | 36129   | stre&id=80452   |
| Hvozdecká          | Hvozdec                    | 49°13′0″ s. š., 16°29′55″ v. d.  |         | Hvozdecká (Brno)     | 768481  | stre&id=150028  |
| Jalovcová          | jalovec                    | 49°12′13″ s. š., 16°28′58″ v. d. |         |                      | 660680  | stre&id=140069  |
| Jehličnatá         | jehličnany                 | 49°12′11″ s. š., 16°28′57″ v. d. |         |                      | 660698  | stre&id=140070  |
| Jerlínová          | jerlín japonský            | 49°12′38″ s. š., 16°29′49″ v. d. |         |                      | 2760746 | stre&id=5197660 |
| Kamechy            |                            | 49°12′57″ s. š., 16°30′9″ v. d.  |         | Kamechy (Brno)       | 36200   | stre&id=80460   |
| Keřová             | keř                        | 49°12′11″ s. š., 16°28′59″ v. d. |         |                      | 660728  | stre&id=140073  |
| Klobouček          | losování                   | 49°12′33″ s. š., 16°28′55″ v. d. |         |                      | 25674   | stre&id=79411   |
| Kocanovská         |                            | 49°13′1″ s. š., 16°29′38″ v. d.  |         | Kocanovská (Brno)    | 768502  | stre&id=150030  |
| Kohoutovická       | Kohoutovice                | 49°12′26″ s. š., 16°29′40″ v. d. |         | Kohoutovická (Brno)  | 25780   | stre&id=79422   |
| Koreisova          | Jan Koreis                 | 49°12′17″ s. š., 16°29′29″ v. d. |         |                      | 736392  | stre&id=146223  |
| Křepelčí           | křepelka polní             | 49°12′59″ s. š., 16°29′50″ v. d. |         | Křepelčí (Brno)      | 768618  | stre&id=150040  |
| Křivánkovo náměstí |                            | 49°12′26″ s. š., 16°29′16″ v. d. |         | Křivánkovo náměstí   | 27243   | stre&id=79569   |
| Lavičky            |                            | 49°12′17″ s. š., 16°29′46″ v. d. |         |                      | 27375   | stre&id=79582   |
| Listnatá           | listnatý strom             | 49°13′8″ s. š., 16°29′44″ v. d.  |         | Listnatá             | 660701  | stre&id=140071  |
| Lišejníková        | lišejník                   | 49°13′11″ s. š., 16°29′43″ v. d. |         | Lišejníková (Brno)   | 660710  | stre&id=140072  |
| Maršíkova          | Mořic Maršík               | 49°12′18″ s. š., 16°29′17″ v. d. |         |                      | 801046  | stre&id=153755  |
| Májová             | Pohádka máje               | 49°12′25″ s. š., 16°28′40″ v. d. |         |                      | 27723   | stre&id=79617   |
| Na Padělkách       |                            | 49°12′16″ s. š., 16°29′42″ v. d. |         |                      | 29343   | stre&id=79777   |
| Nad Cihelnou       | cihelna                    | 49°12′37″ s. š., 16°28′51″ v. d. |         |                      | 1384821 | stre&id=5185454 |
| Novodvorská        |                            | 49°13′10″ s. š., 16°29′46″ v. d. |         | Novodvorská (Brno)   | 768511  | stre&id=150031  |
| Ostrovačická       | Ostrovačice                | 49°12′34″ s. š., 16°29′7″ v. d.  |         | Ostrovačická         | 29246   | stre&id=79767   |
| Otevřená           |                            | 49°12′32″ s. š., 16°29′17″ v. d. |         |                      | 29271   | stre&id=79770   |
| Pilařova           | Jan Pilař                  | 49°12′20″ s. š., 16°29′24″ v. d. |         |                      | 736376  | stre&id=146221  |
| Pod Borovníkem     |                            | 49°12′14″ s. š., 16°29′30″ v. d. |         |                      | 29700   | stre&id=79812   |
| Pod kopcem         | Mladý vrch                 | 49°12′18″ s. š., 16°29′50″ v. d. |         |                      | 29751   | stre&id=79817   |
| Pramenná           | Žebětínský potok           | 49°12′25″ s. š., 16°28′48″ v. d. |         |                      | 30171   | stre&id=79859   |
| Prokopův kopec     |                            | 49°12′18″ s. š., 16°28′57″ v. d. |         |                      | 30287   | stre&id=79870   |
| Přírodní           | příroda                    | 49°13′4″ s. š., 16°29′44″ v. d.  |         | Přírodní (Brno)      | 768626  | stre&id=150041  |
| Remízky            | les                        | 49°12′37″ s. š., 16°28′49″ v. d. |         |                      | 1384848 | stre&id=5185455 |
| Revírníkova        |                            | 49°12′21″ s. š., 16°28′55″ v. d. |         |                      | 30783   | stre&id=79920   |
| Ríšova             | Richard Gregor             | 49°12′25″ s. š., 16°28′52″ v. d. |         | Ríšova (Brno)        | 30848   | stre&id=79926   |
| Sedlička           |                            | 49°12′50″ s. š., 16°29′50″ v. d. |         |                      | 1384805 | stre&id=5185453 |
| Sentická           | Sentice                    | 49°13′10″ s. š., 16°29′43″ v. d. |         | Sentická             | 768537  | stre&id=150033  |
| Srnčí              | srnec                      | 49°12′19″ s. š., 16°28′52″ v. d. |         |                      | 32115   | stre&id=80052   |
| U Křivé borovice   | borovice                   | 49°13′19″ s. š., 16°29′13″ v. d. |         |                      | 37079   | stre&id=80546   |
| U hájovny          | hájovna                    | 49°12′18″ s. š., 16°28′41″ v. d. |         |                      | 33707   | stre&id=80210   |
| Vejrostova         | Jiří Vejrosta              | 49°13′10″ s. š., 16°30′29″ v. d. |         | Vejrostova           | 34398   | stre&id=80279   |
| Vrbová             | vrba                       | 49°12′16″ s. š., 16°29′37″ v. d. |         |                      | 36269   | stre&id=80465   |
| Výpadní            |                            | 49°12′29″ s. š., 16°28′50″ v. d. |         |                      | 35050   | stre&id=80345   |
| Za Kněžským hájkem |                            | 49°12′16″ s. š., 16°29′5″ v. d.  |         |                      | 660744  | stre&id=140075  |
| Za hřbitovem       | Žebětínský hřbitov         | 49°12′10″ s. š., 16°29′7″ v. d.  |         |                      | 660736  | stre&id=140074  |
| Říčanská           | Říčany                     | 49°13′3″ s. š., 16°29′54″ v. d.  |         | Říčanská (Brno)      | 768529  | stre&id=150032  |
| Žabí               | Žebětínský rybník          | 49°13′ s. š., 16°29′44″ v. d.    |         | Žabí (Brno)          | 768642  | stre&id=150043  |